# Andreaea seriata
Andreaea seriata är en bladmossart som beskrevs av Georg Roth 1911. Andreaea seriata ingår i släktet sotmossor, och familjen Andreaeaceae. Inga underarter finns listade i Catalogue of Life.